# Eric Ericson
Eric Ericson (Borås, 26 ottobre 1918 – Stoccolma, 16 febbraio 2013) è stato un direttore d'orchestra svedese.

## Biografia
Si formò a Stoccolma, laureandosi al Royal College Music nel 1943. Nel periodo seguente viaggiò  molto per completare i suoi studi tra Svizzera, Germania, Gran Bretagna e Stati Uniti. Nel 1945 fondò la Stockholm Chamber Choir, un ensemble a cappella. Inoltre costituì nel 1951 lo Swedish Radio Choir, da lui guidato fino al 1982.  Dal 1951 al 1991 diresse il coro della Orphei Drängar presso la prestigiosa Università di Uppsala. 
Nel 1975 lavorò per il cinema alle musiche del film Il flauto magico, diretto da Ingmar Bergman.

## Premi
Vinse il Premio musicale Léonie Sonning nel 1991, il Nordic Council Music Prize nel 1995 ed il Polar Music Prize nel 1997 (condiviso con Bruce Springsteen).